# زيرتوت (تشين)
زیرتوت (بالفارسية: زیرتوت) هي قرية تقع في إيران في قسم تشین الريفي. يقدر عدد سكانها بـ 121 نسمة بحسب إحصاء 2016.